# DC Studios (studio de développement)
Cet article concerne le studio de développement de jeux vidéo. Pour le studio de production de Warner Bros. Discovery, voir DC Studios (studio de production).
DC Studios (Digital Creations Studios de 1999 à 2004) est un studio de développement de jeux vidéo britannique fondé en 1999 et basé à Glasgow (Écosse). Un autre studio rattaché est basé à Montréal. Un troisième studio, fermé, était localisé à Édimbourg.

## Ludographie
1999
- Mia Hamm Soccer 64

2001
- Army Men Advance

2002
- Bratz
- Salt Lake 2002
- Taxi 2
- Jim Henson's Bear in the Big Blue House
- NBA Jam 2002

2003
- Le Tour de France : Édition du Centenaire
- Charmed
- Cartoon Network Speedway

2004
- Dr. Seuss' The Cat in the Hat
- Fear Factor: Unleashed
- XS Moto

2005
- Cendrillon : Le Bal enchanté
- Rayman DS
- Whac-A-Mole
- Winx Club

2006
- State of Emergency 2
- VeggieTales: LarryBoy and the Bad Apple
- Chicken Little: Ace in Action

2007
- Code Lyoko